# Артис-квинтет
 А́ртис-квинте́т  - российский ансамбль струнных русских народных инструментов (малая домра,четырехструнная домра, альтовая домра, басовая домра и контрабасовая балалайка) состоящий из выпускников и студентов московских музыкальных ВУЗов - МГИМ им. А.Шнитке и Российской академии музыки им. Гнесиных.

## Состав
- Ирина Колосова – малая домра
- Ольга Горлова – четырехструнная домра
- Юлия Неверова – домра альт
- Юлия Бутырина – домра бас
- Иван Виноградов – балалайка контрабас

## Репертуар
Ансамбль специализируется на исполнении академической классической музыки отечественных и зарубежных авторов в транскрипциях и обработках для русских народных инструментов, а также на исполнении обработок народных мелодий. Ансамбль пропагандирует русские народные инструменты и отечественную культуру, стремится к поиску новых тембровых сочетаний народных инструментов с инструментами принадлежащими к европейской академической культуре, такими как флейта, кларнет, скрипка, фортепиано и др., а также к не стандартной трактовке самих русских народных инструментов, соответственно с потребностями современной парадигмы отечественного музыкального искусства.
Для Артис-квинтета специально были написаны произведения современными московскими композиторами, такими как: Дарья Полевая и Григорий Зайцев

## Концертная деятельность
Коллектив успешно ведет активную концертную деятельность на лучших площадках России и за рубежом. Ансамбль активно сотрудничает с Международным благотворительным Фондом им. В.Спивакова, Клубом молодых композиторов РАМ им. Гнесиных.

## Награды
В 2006 году Квинтет стал Лауреатом I Международного конкурса – фестиваля «Современное искусство и образование» в номинации «Камерный ансамбль», Московского международного фестиваля музыки русских усадеб «Дворянские сезоны». В октябре 2008 года «Артис-квинтет» удостоился звания Лауреата VII Всероссийского конкурса исполнителей на народных инструментах (г. Владимир).